# Alexandre Diego Gary
Pour les articles homonymes, voir Gary.
Alexandre Diego Gary, né à Barcelone le 17 juillet 1962, est un écrivain français, fils de l'écrivain Romain Gary et de l'actrice Jean Seberg.

## Biographie
Parce que Diego Gary naît en dehors du mariage de ses parents, les premières années de son existence sont cachées aux proches du couple. Son père utilise ses contacts diplomatiques pour faire établir un acte de naissance à Charquemont, en date du 26 octobre 1963, date postérieure à celle du mariage de ses parents.
La jeunesse de Diego Gary est marquée par le double suicide de ses parents, sa mère en août 1979, son père en décembre 1980,. Élève d'hypokhâgne, il interrompt ses études et ne les reprend qu'en 1986. Il travaille dans une société de production de séries télévisuelles, puis devient un professionnel des courses de chevaux. Il s'installe à Barcelone, où il tient un bar à cocktails, puis un café-librairie-galerie. En janvier 2009, il se marie et devient père d'une petite fille au mois d'août.
En 2009, il publie S. ou l’espérance de vie, un récit autobiographique, où il raconte sa vie sentimentale fragile et sa santé ébranlée par les toxiques et les comportements obsessionnels (l'initiale S vaut-elle pour suicide, solitude ou silence ?). Il dédie l'ouvrage à une troisième personne disparue pendant sa jeunesse fracassée, la gouvernante qui s'était occupée de lui comme une mère.
En 2015 et 2017, il publie deux romans, Monsieur (au Mercure de France) et Le Dompteur de mouches (chez Gallimard).

## Œuvres
- S. ou l’espérance de vie, Paris, Gallimard, 2009, 169 p. (ISBN 978-2-07-012577-7) ) ; rééd. en 2010, coll. « Folio » (nº 5147), 173 p. (ISBN 978-2-07-043796-2).
- Monsieur, Paris, Mercure de France, 2015, 160 p. (ISBN 978-2-7152-3838-1)
- Le Dompteur de mouches, Paris, Gallimard, 2017, 128 p. (ISBN 9782072723803)[5]